# KF Apolonia Fier
KF Apolonia Fier (Klubi i Futbollit Apolonia Fier) je albánský fotbalový klub hrající druhou nejvyšší albánskou fotbalovou soutěž.
Klub Apolonia Fier jednou zvítězil v národním poháru, když v roce 1998 ve finále porazil svého rivala KS Lushnja 1:0. V evropských pohárech se tento tým objevil dvakrát. Poprvé v roce 1989 vypadl v prvním kole Poháru UEFA s francouzským AJ Auxerre po výsledcích 0:3 a 0:5, v roce 1998 pak vypadl v předkole PVP s belgickým KRC Genk po výsledcích 1:5 a 0:4.

## Úspěchy
- Albánský fotbalový pohár - 1998

## Evropské poháry
| Sezona  | Pohár      | Kolo | Země    | Klub       | Doma | Venku |
| ------- | ---------- | ---- | ------- | ---------- | ---- | ----- |
| 1989–90 | Pohár UEFA | 1R   | Francie | AJ Auxerre | 0-3  | 0-5   |
| 1998–99 | PVP        | QR   | Belgie  | KRC Genk   | 1-5  | 0-4   |

- QR = Předkolo
- 1R = 1. kolo